# Fuga per a quintet de corda, Op. 137 (Beethoven)
La Fuga per a quintet de corda en re major, Op. 137, fou compost per Ludwig van Beethoven l'any 1817. Va ser l'única obra que arribà a completar per a quintet de corda en el seu període tardà. Després que la mort de Beethoven el 1827, Breitkopf & Härtel la va publicar i per això té un número d'opus alt. La composició està indicada a un quintet de corda amb dues violes.
Està estructurada en un moviment sol amb el caràcter Allegretto. La seva interpretació dura al voltant de dos minuts.